# Эрнак
Эрнак (греч. Ήρνάχ; Эрнах, Эрнек, Бел-Кермек, Ирник, Херан, Алп-Эрен) — один из предводителей гуннов, сын Аттилы.

## Этимология имени
Имя Эрнака, как и других царей Гуннии, засвидетельствовано в различных написаниях: Эрнах (Приск Панийский), Хернак (Иордан), Эрнек (венгерские источники), Ирник («Именник болгарских ханов»), а в армянских источниках он, возможно, фигурирует под именем «царя гуннов» Херана, которое почти совпадает с вариантом у Приска Панийского — Эрнах. Формы Эрнах и Херан в своей основе имеют тюркское Эрен. Отсюда эпическое — Алп-Эрен, что тоже подтверждает обожествление исторических личностей у ряда позднеантичных и раннесредневековых народов. Эрнак часто отождествляется с Ирником из Номиналии булгарских ханов, который отмечен как потомок рода Дуло и вождь булгар в течение 150 лет, начиная примерно с 437 года нашей эры.

## Биография
Эрнак был последним известным правителем гуннов и третьим сыном Аттилы. После смерти Аттилы в 453 году нашей эры его империя рухнула, и ее остатками правили три его сына: Эллак, Денгизич и Эрнак. Он сменил своего старшего брата Эллака, после гибели последнего а битве при Недао, в 454 году нашей эры и, вероятно, правил одновременно над гуннами в двойном царстве со своим братом Денгизичем, но в отдельных подразделениях в отдельных землях. 
Приск во время своего пребывания при дворе Аттилы в 448 или 449 году нашей эры записал личный случай между Аттилой и Эрнаком. На пиру Аттила смотрел на него безмятежными глазами, не обращая внимания на других своих сыновей.  Он был любимым сыном Аттилы, потому что, как объяснил ему некий гунн, гуннские пророки предсказывали, что его потмство потерпит неудачу, но будет восстановлен этим сыном.
Согласно преданиям, гуннский князь Ернак имел двух сыновей: один звался Утигур, а другой назывался Кутригур. После смерти отца они разделили власть и дали свои имена подданным народам, так что даже позднее некоторые из них назывались утигуры, а остальные — кутригуры.
После смерти отца и разгрома гуннов в битве при Недао, младшие сыновья (старший Эллак погиб) Денгизик и Эрнак отвели основные силы к низовьям Дуная, в Приазовье и Прикаспий. Территория державы гуннов стала сокращаться.
Иордан рассказывает ок. 454-455 гг.:
«Гернак, младший сын Аттилы, со своими последователями избрал жилище в самой дальней части Малой Скифии. Его сородичи Эмнецур и Ульциндур силой захватили Эска, Втуса и Алма в Дакии на берегу Дуная, и многие гунны, кишавшие тогда повсюду, ушли в Румынию; потомков их и по сей день называют Sacromontisi и Fossatisii».
На основе гуннской орды Эрнака сформировались утигуры.
Он поддерживал мирные отношения с Византийской империей, до предполагаемой смерти около 490. (болг.)

### В армянских источниках
Армянский историк Егише сообщал: «…Этот Херан… истребил в Албании персидские войска [в 451 году] и в наезде своем достиг страны Греческой [Византии], и много пленных и добычи отправил из Греции и из Армении, и из Иберии, и из Албании». Известно также, что Херан (Эрен) был союзником армян в их борьбе против царя Сасанидской державы Йездигерда II и помог им в 451 году разбить войска иранского шаха. В 460 году гунны Херана были на стороне шаха Пероза и против албанского царя Ваче II, поднявшего восстание против Сасанидов.

### Сноски
1. 1 2 3  Maenchen-Helfen, 1973, с. 407.
2. ↑  Maenchen-Helfen, 1973, с. 86.
3. 1 2  Maenchen-Helfen, 1973, с. 268.
4. ↑  Heather, 2010, с. 239.
5. ↑  Maenchen-Helfen, 1973, с. 151.
6. ↑  Рашев, Рашо. Прабългарите през V-VII век. — Трето издание. — София : Орбел, 2005. — P. 31 – 32. — ISBN 954-496-073-2.